# Eisenbahnbrücke Trier-Pfalzel
Die Eisenbahnbrücke Trier-Pfalzel ist eine Eisenbahnbrücke der Moselstrecke, die bei Streckenkilometer 108,150 die Mosel bei Trier zwischen den Stadtteilen Pfalzel und Ruwer überspannt. Daher wird sie im Volksmund auch Pfalzeler Brücke genannt. Parallel zu den Bahngleisen läuft ein Fuß- und Radweg an der südlichen Seite der Brücke.

## Geschichte

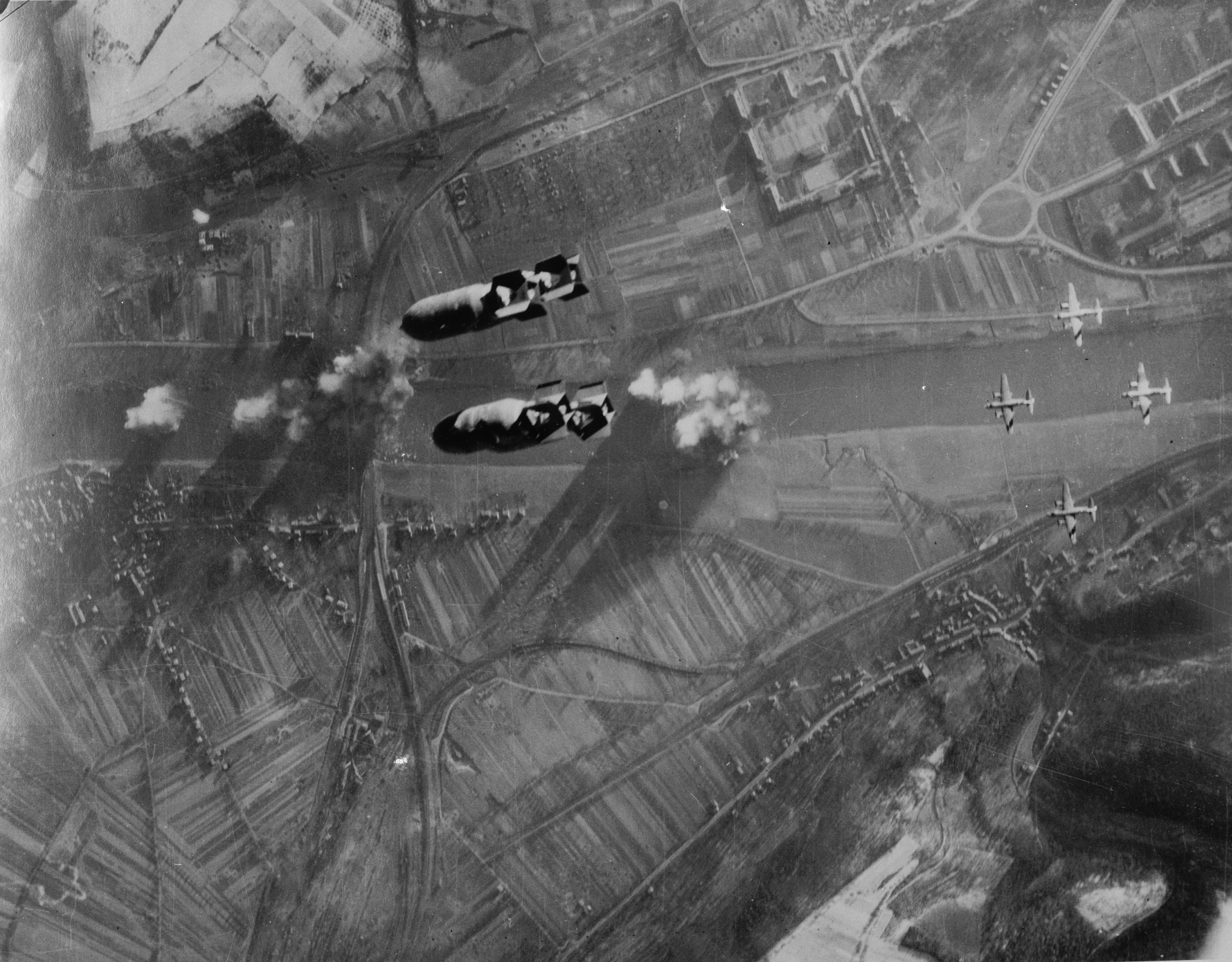
Amerikanischer Luftangriff auf die Eisenbahnbrücke Trier-Pfalzel vom 24. Dezember 1944

Die Brücke wurde am 15. Mai 1878 eingleisig als Teil der Kanonenbahn eröffnet. Seit 1880 war die Brücke zweigleisig befahrbar. Zwischen 1914 und 1917 wurde die Brücke viergleisig ausgebaut und mit einem Radweg versehen. Die Brücke hatte acht Bögen.

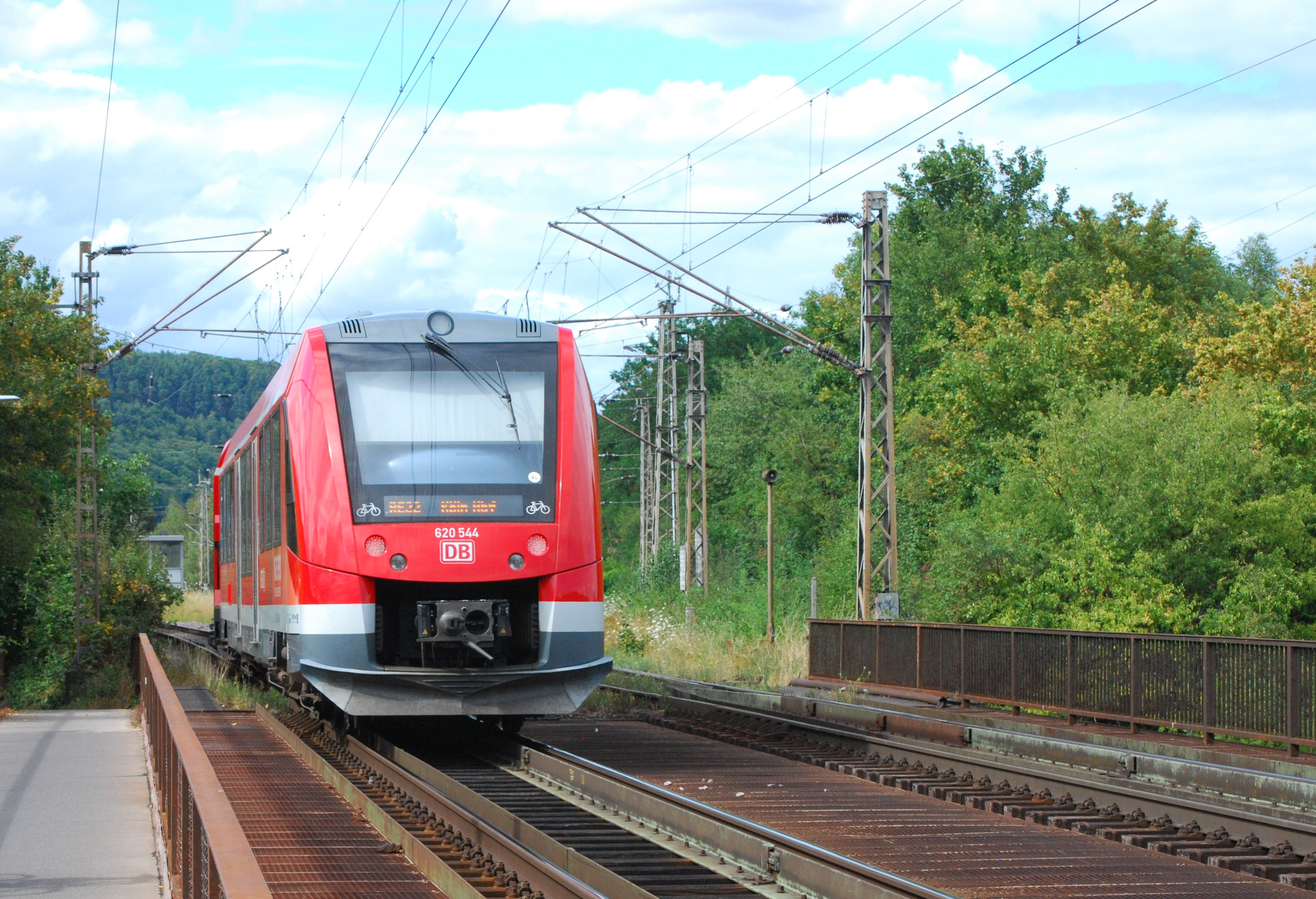
Ein Triebzug der Baureihe 620 im Gegengleis auf der Pfalzler Brücke, der vordere Teil befindet sich bereits auf der Weiche ins Regelgleis. Im Hintergrund sieht man den Haltepunkt Pfalzel.

Bei den Luftangriffen auf Trier im Dezember 1944 wurde die Brücke stark beschädigt. Der Zugverkehr über die Brücke konnte jedoch in kürzester Zeit wiederhergestellt werden. Am 1. März 1945 wurde die Brücke durch deutsche Pioniere jedoch vollständig zerstört. Am 1. Mai 1947 wurde ein eingleisiges Provisorium dem Verkehr übergeben. Der endgültige Wiederaufbau wurde 1957 abgeschlossen. Heute ist die 206 Meter lange Brücke eine Stahlkonstruktion, auf der zwei Gleise und ein Fußweg verlaufen. Vier der ursprünglichen Brückenpfeiler wurden abgebrochen. Am nördlichen Ende der Brücke befindet sich eine Abzweigung in Richtung des Güterbahnhofes Ehrang und der Haltepunkt Trier-Pfalzel. Außerdem finden regelmäßig Fahrten im Gegengleis statt, da eine Weiche am nördlichen Ende die Möglichkeit bietet, vom Gegengleis ins Regelgleis zu wechseln. Der Fußweg stellt eine Verbindung der Stadtteile Trier-Pfalzel und Trier Nord her und ist an beiden Ende über Rampen erreichbar, weshalb er auch von körperlich beeinträchtigte Personen genutzt werden kann.